# Municipio de Willowdale (Nebraska)
El municipio de Willowdale (en inglés: Willowdale Township) es un municipio ubicado en el condado de Holt en el estado estadounidense de Nebraska. En el año 2010 tenía una población de 53 habitantes y una densidad poblacional de 0,28 personas por km².

## Geografía
El municipio de Willowdale se encuentra ubicado en las coordenadas 42°33′55″N 98°25′54″O / 42.56528, -98.43167. Según la Oficina del Censo de los Estados Unidos, el municipio tiene una superficie total de 186.59 km², de la cual 186,51 km² corresponden a tierra firme y (0,04 %) 0,08 km² es agua.

## Demografía
Según el censo de 2010, había 53 personas residiendo en el municipio de Willowdale. La densidad de población era de 0,28 hab./km². De los 53 habitantes, el municipio de Willowdale estaba compuesto por el 100 % blancos. Del total de la población el 0 % eran hispanos o latinos de cualquier raza.